# Ma (namn)
Ma är ett vanligt kinesisk efternamn (släktnamn). Namnet används även som förnamn i olika språk, i första hand som kvinnonamn. För den 31 december 2014 finns följande upplysningar om antal personer bosatta i Sverige:
- personer med Ma som efternamn 353
- kvinnor med Ma som förnamn 139
  - därav som tilltalsnamn (första förnamn) 95
- män med Ma som förnamn 10
  - därav som tilltalsnamn (första förnamn) 5

Det kinesiska efternamnet  skrivs med förenklade kinesiska tecken 马, traditionellt 馬, pinyin Mǎ och betyder häst.

## Personer med efternamnet Ma
Personer utan angiven nationalitet är från Kina
Män
- Ma Bufang (1903–1975), muslimsk general, krigsherre och poloitiker
- Ma Huateng (född 1971), IT-entreprenör, grundare av Tencent Holding
- Jack Ma (född 1964), företagsledare, en av världens rikaste män
- Ma Jian (född 1953), författare
- Ma Kai (född 1946), politiker
- Ma Lin (född 1980), bordtennisspelare
- Ma Long (född 1988), bordtennisspelare
- Ma Wenge (född 1968), bordtennisspelare
- Ma Ying-jeou (född 1950), taiwanesisk advokat och politiker
- Yo-Yo Ma (född 1955), franskfödd kinesisk-amerikansk cellist
- Ma Yuan (1160-talet – 1225), målare
- Ma Yueran (1924–2019), kinesiskt namn taget av den svenske sinologen Göran Malmqvist

Kvinnor
- Ma (Han Ming) (40–79), kejsarinna, hustru till kejsar Han Ming
- Ma (kejsarinna) (1332–1382), kejsarinna, hustru till kejsar Zhu Yuanzhang (Ming-dynastin)
- Ma Jin (född 1988), badmintonspelare
- Ma Shouzhen (1548–1604) konstnär och kurtisan
- Ma Xiangjun (aktiv 1992), bågskytt
- Ma Xiaoxu (född 1988), fotbollsspelare
- Ma Yanhong (född 1963), gymnast
- Ma Yibo (född 1980), landhockeyspelare
- Ma Ying (född 1972), softbollspelare

## Personer med förnamnet Ma
- Ma Barker (1873–1935), amerikansk brottsling och gängledare
- Ma Oftedal (född 1954), svensk författare och tidigare präst
- Ma Rainey (1886–1939), amerikansk bluessångerska